# Chaetodon quadrimaculatus
Chaetodon quadrimaculatus е вид бодлоперка от семейство Chaetodontidae. Видът не е застрашен от изчезване.

## Разпространение и местообитание
Разпространен е в Американска Самоа, Гуам, Кирибати (Лайн и Феникс), Малки далечни острови на САЩ (Атол Джонстън и Уейк), Маршалови острови, Микронезия, Ниуе, Острови Кук, Питкерн, Провинции в КНР, Самоа, САЩ (Хавайски острови), Северни Мариански острови, Соломонови острови, Тайван, Токелау, Тонга, Тувалу, Уолис и Футуна, Фиджи, Филипини, Френска Полинезия и Япония.
Обитава океани, морета и рифове в райони с тропически климат. Среща се на дълбочина от 1 до 25 m, при температура на водата от 24,3 до 29 °C и соленост 34,4 – 36,2 ‰.

## Описание
На дължина достигат до 16 cm.
Популацията на вида е стабилна.